# Ледесма, Пабло
Пабло Ледесма (исп. Pablo Martín Ledesma; 4 февраля 1984, Ла-Фальда, провинция Кордова) — аргентинский футболист, полузащитник, тренер. Выступал в сборной Аргентины.

## Биография
Выступал за юношескую команду «Футбол Хувениль». Профессиональную карьеру начал в клубе «Тальерес» из Кордовы.
Дебют за «Боку» состоялся 12 июля 2003 года в матче, в котором «сине-золотые» уступили «Колону» со счётом 1:2. Впоследствии выиграл с командой ряд титулов, среди которых по два чемпионства в Аргентине и Южноамериканских кубка, а также Рекопа Южной Америки. Пиком карьеры в «Боке» стала победа в розыгрыше Кубка Либертадорес 2007 года. Ледесма был игроком основы своего клуба и надёжно выполнял свою работу на правом фланге полузащиты. Зачастую его прорывы в штрафную заканчивались нарушением правил со стороны соперника и назначением пенальти. Один из них был заработан в первом финальном матче против «Гремио» и точно реализован великолепным Рикельме.
18 апреля 2007 года Ледесма дебютировал в сборной Аргентины в матче против Чили.
1 июля 2008 года Ледесма стал игроком итальянской команды «Катания», где выступал по 2011 год.
В начале 2012 перешёл обратно в «Боку Хуниорс». С 2015 года выступает за «Колон».

## Достижения
- Чемпион Аргентины (3): 2003 (Апертура), 2005 (А), 2006 (Клаусура)
- Обладатель Кубка Аргентины (1): 2011/12
- Обладатель Кубка Либертадорес (1): 2007
- Обладатель Южноамериканского кубка (2): 2004, 2005
- Обладатель Рекопы (1): 2006